# Krótkogon
Krótkogon (Brachyuromys) – rodzaj ssaka z podrodziny malgaszomyszy (Nesomyinae) w obrębie rodziny malgaszomyszowatych (Nesomyidae).

## Zasięg występowania
Rodzaj obejmuje gatunki występujące endemicznie na Madagaskarze.

## Morfologia
Długość ciała (bez ogona) 140–184 mm, długość ogona 77–110 mm; masa ciała 64–140 g.

## Systematyka
Rodzaj zdefiniował w 1896 roku szwajcarski zoolog i botanik Charles Immanuel Forsyth Major w artykule poświęconym opisowi nowych ssaków z Madagaskaru, opublikowanym w czasopiśmie The Annals and magazine of natural history. Gatunkiem typowym jest (oznaczenie monotypowe) krótkogon nornikowy (B. ramirohitra).

### Etymologia
Brachyuromys: gr. βραχυς brakhus ‘krótki’; ουρα oura ‘ogon’; μυς mus, μυος muos ‘mysz’.

### Podział systematyczny
Do rodzaju należą następujące gatunki:
| Grafika | Gatunek                    | Autor i rok opisu   | Nazwa zwyczajowa      | Podgatunki         | Rozmieszczenie geograficzne                                                                                                | Podstawowe wymiary                         | Status IUCN |
| ------- | -------------------------- | ------------------- | --------------------- | ------------------ | --- | ------------------------------------------ | ----------- |
|         | Brachyuromys betsileoensis | (Bartlett, 1880)    | krótkogon bagienny    | gatunek monotypowy | wschodnio-środkowe Płaskowyż Centralny (od południowo-wschodniej części jeziora Alaotra na południe do masywu Andringitra) | DC: 14–18,4 cm DO: 7,7–9,5 cm MC: 96–140 g | LC          |
|         | Brachyuromys ramirohitra   | Forsyth Major, 1896 | krótkogon nornikowaty | gatunek monotypowy | wschodnie wilgotne niziny i lasy górskie                                                                                   | DC: 14–16,5 cm DO: 8,4–11 cm MC: 64–117 g  | LC          |

Kategorie IUCN:  LC  – gatunek najmniejszej troski. 